# Боген (Німеччина)
Боген (нім. Bogen) — місто в Німеччині, розташоване в землі Баварія. Підпорядковується адміністративному округу Нижня Баварія. Входить до складу району Штраубінг-Боген.
Площа — 49,74 км2. Населення становить 10 085 ос. (станом на 31 грудня 2020).